# (2836) Sobolev
(2836) Sobolev (1978 YQ; 1930 QM; 1951 RH1; 1959 CE; 1969 AM; 1975 EQ2; 1977 RH3; 1980 EM) ist ein ungefähr 19 Kilometer großer Asteroid des äußeren Hauptgürtels, der am 22. Dezember 1978 vom russischen (damals: Sowjetunion) Astronomen Nikolai Stepanowitsch Tschernych am Krim-Observatorium (Zweigstelle Nautschnyj) auf der Halbinsel Krim (IAU-Code 095) entdeckt wurde. Er gehört zur Eos-Familie, einer Gruppe von Asteroiden, die nach (221) Eos benannt ist.

## Benennung
(2836) Sobolev wurde nach dem Astrophysiker Wiktor Wiktorowytsch Soboljew (1915–1998) benannt, der Professor an der Staatlichen Universität Sankt Petersburg (damals: Staatliche Universität Leningrad) war.